# Richard Murray
Richard Donald Murray (Kaapstad, 4 januari 1989) is een Nederlands-Zuid-Afrikaans triatleet. Hij nam namens zijn vaderland Zuid-Afrika deel aan de Olympische Spelen in Londen. Daar eindigde hij op de 17de plaats in de eindrangschikking met een tijd van 1:49.15. Murray won de bronzen medaille bij de Gemenebestspelen 2014. Op de Olympische Zomerspelen van 2016 eindigde Murray op een vierde plaats.
Vanaf 2022 vertegenwoordigt hij niet langer Zuid-Afrika, maar Nederland.

## Resultaten bij kampioenschappen

### triatlon
- 2013: 5e WK olympische afstand - 2937 p
- 2015: 4e WK olympische afstand - 4316 p
- 2016: 5e WK olympische afstand - 2975 p

## Resultaten in World Triathlon Series
voor 2012 Wereldkampioenschappen Series
| Seizoen                     | 1  | 2   | 3  | 4   | 5   | 6  | 7   | 8 | 9 | GF  | Positie | Punten |
| --------------------------- | -- | --- | -- | --- | --- | -- | --- | - | - | --- | ------- | ------ |
| WK Series 2011              | -  | -   | -  | DNF | -   | 28 |     |   |   | 30  | 63      | 396    |
| World Triathlon Series 2012 | -  | 2   | 3  | -   | DNF | 1  | -   | 9 |   | 9   | 5       | 3575   |
| World Triathlon Series 2013 | -  | 2   | 5  | 6   | 21  | 4  | 6   |   |   | 14  | 5       | 2937   |
| World Triathlon Series 2014 | -  | 5   | 3  | 2   | 13  | 14 | 5   |   |   | 52  | 8       | 2911   |
| World Triathlon Series 2015 | 3  | -   | 5  | 4   | -   | 5  | 11  | - | 1 | 3   | 4       | 4316   |
| World Triathlon Series 2016 | 2  | DNF | -  | -   | -   | -  | DSQ | 3 |   | 4   | 5       | 2975   |
| World Triathlon Series 2017 | 5  | 2   | -  | -   | 7   | 3  | 3   | - |   | 6   | 4       | 4010   |
| World Triathlon Series 2018 | 10 | DNF | 25 | 1   | 3   | 8  | 4   |   |   | 3   | 4       | 4792   |
| World Triathlon Series 2019 | 24 | -   | -  | 17  | 4   | 42 | -   |   |   | DNF | 29      | 1285   |
| World Triathlon Series 2020 |    |     |    |     |     |    |     |   |   | 7   | 7       | -      |